# Campeonato Mundial de Gimnasia Artística de 1903
El I Campeonato Mundial de Gimnasia Artística se celebró en Amberes (Bélgica) entre el 14 y el 18 de agosto de 1903 bajo la organización de la Federación Internacional de Gimnasia (FIG).

## Resultados

### Masculino
| Evento                 | Oro                                                                                    | Plata                                                                                 | Bronce                                                     |
| ---------------------- | -------------------------------------------------------------------------------------- | ------------------------------------------------------------------------------------- | ---------------------------------------------------------- |
| Concurso completo ind. | Josef Martinez Francia 122,000 pts.                                                    | Georges Wierincky · Bélgica · Joseph Lux · Francia · 121,500 pts.                     |                                                            |
| Caballo con arcos      | Georges Dejaghère · Francia · Joseph Lux · Francia · N. Thysse · Países Bajos · 18,000 |                                                                                       |                                                            |
| Anillas                | Josef Martinez Francia 20,000                                                          | François Walravens · Bélgica · Joseph Lux · Francia · 19,000                          |                                                            |
| Paralelas              | Josef Martinez Francia François Hentges Luxemburgo 20,000                              |                                                                                       | Eugène Dua · Bélgica · André Bordang · Luxemburgo · 19,500 |
| Barra fija             | Josef Martinez Francia 20,500                                                          | Charles Van Hulle · Bélgica · J. Lecoutre · Francia · Pierre Passé · Francia · 20,000 |                                                            |
| Concurso por equipos   | Francia 990,000                                                                        | Bélgica · 981,000                                                                     | Luxemburgo 909,000                                         |

## Medallero
| Núm. | País         | Oro | Plata | Bronce | Total |
| ---- | ------------ | --- | ----- | ------ | ----- |
| 1    | Francia      | 7   | 4     | 0      | 11    |
| 2    | Luxemburgo   | 1   | 0     | 2      | 3     |
| 3    | Países Bajos | 1   | 0     | 0      | 1     |
| 4    | Bélgica      | 0   | 4     | 1      | 5     |
|      | TOTAL        | 9   | 8     | 3      | 20    |